# Robert Blair
Robert Blair (17. dubna 1699, Edinburgh – 4. února 1746, Athelstaneford) byl skotský preromantický básník, jedna z vůdčích osobností tzv. hřbitovní školy.

## Život
Byl prvorozeným synem kněze Roberta Blaira, jednoho z královských kaplanů, narodil se v Edinburghu. Studoval na Edinburské univerzitě a v Nizozemí, v roce 1731 byl ustanoven duchovním v Athelstanefordu v Východním Lothianu, kde žil až do smrti. V roce 1738 si vzal Isabellu Lawovou, dceru profesora Williama Lawa, se kterou měl šest dětí. Rodinné bohatství mu umožnilo věnovat se svým zálibám, totiž zahradničení a studiu anglické poezie.

## BáseňHrob

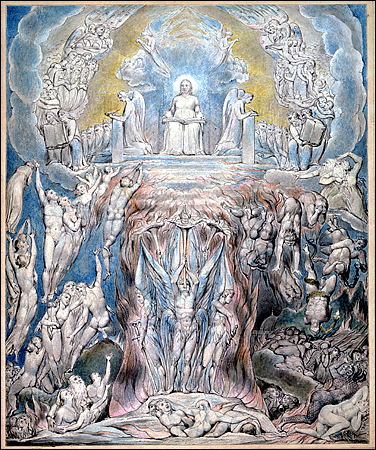
Poslední soud, ilustrace k básni od Williama Blakea

Blair publikoval pouze tři básně. Jednu věnoval památce svého tchána, druhá byla překlad. Proslavil se tou třetí, truchlivou didaktickou básní o smrti a odloučení The Grave (Hrob), kterou začal psát kolem roku 1731 a vydal až roku 1743 po úspěchu prvního vydání básně EdwardA Younga The Complaint, or Night-Thoughts on Life, Death, and Immortality (Nářek aneb Noční rozjímání o životě, smrti a nesmrtelnosti). Báseň je napsána v blankversu a k její velké oblibě, zejména ve Skotsku, nepochybně přispělo její náboženské téma. Má 767 veršů různé úrovně, v některých pasážích vyznívá velmi důstojně a velkolepě, v jiných je frázovitá.
Hrob se stal reprezentativní ukázkou tzv. hřbitovní školy. Báseň je velmi ponurá, obsahuje melancholické popisy hřbitova a duchů s důrazem na marnost všeho světského. Smrt je vše prostupující a neodvratitelná a nehledí na tituly a vznešenou krev a nezná rozdíl mezi králem a chudákem (červi hodují stejně na králi i na chudákovi). V celém textu je kladen důraz na umění tzv. dobré smrti. Přináší vizi smrti dobrého muže, který během celého svého života neopomíjel naplňovat své křesťanské povinnosti a kterého tedy očekává překrásný a blažený život po smrti. Tato vize je konfrontována a nemilosrdnými a odpudivými popisy hrůz, které bude pociťovat na smrt nepřipravený jedinec. Blair tak klade důraz na život spořádaného křesťana. Pýcha silných a bohatých lidí se v tu chvíli, kdy jí přes cestu přejde smrt, změní jen ve zbytečnost a prach. Tento obraz je umocněn porovnáním s tím, co přináší dobrý křesťanský život. Smrt je v tomto případě pouze prahem, který je nutno překročit na cestě k dalšímu životu strávenému ve věčné blaženosti.
Báseň inspirovala Williama Blakea k sérii dvaceti ilustrací, které byly vydány v roce 1808.

## Ukázka ilustrací Williama Blakea

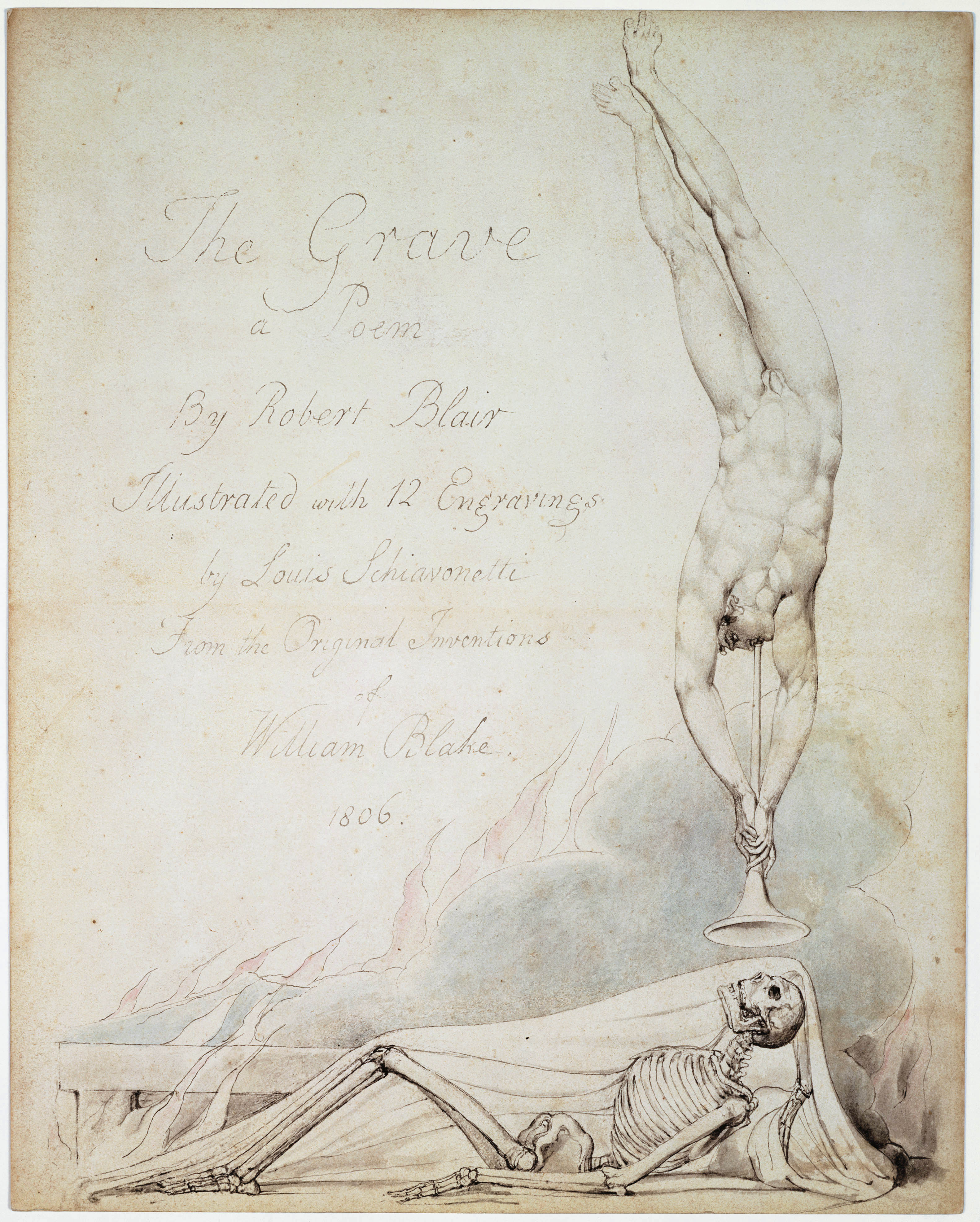
Návrh titulní stránky
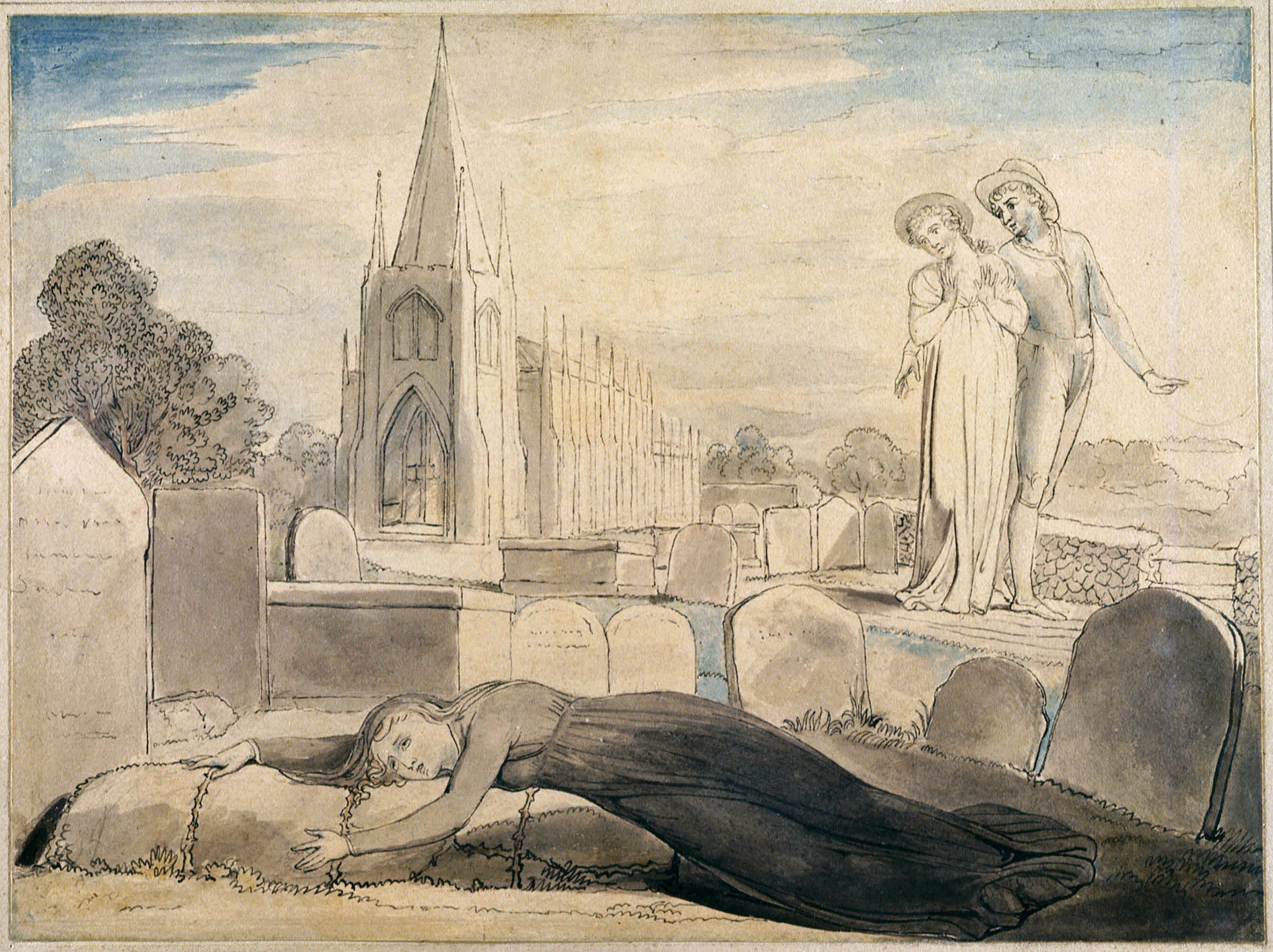
Vdova objímající hrob svého muže
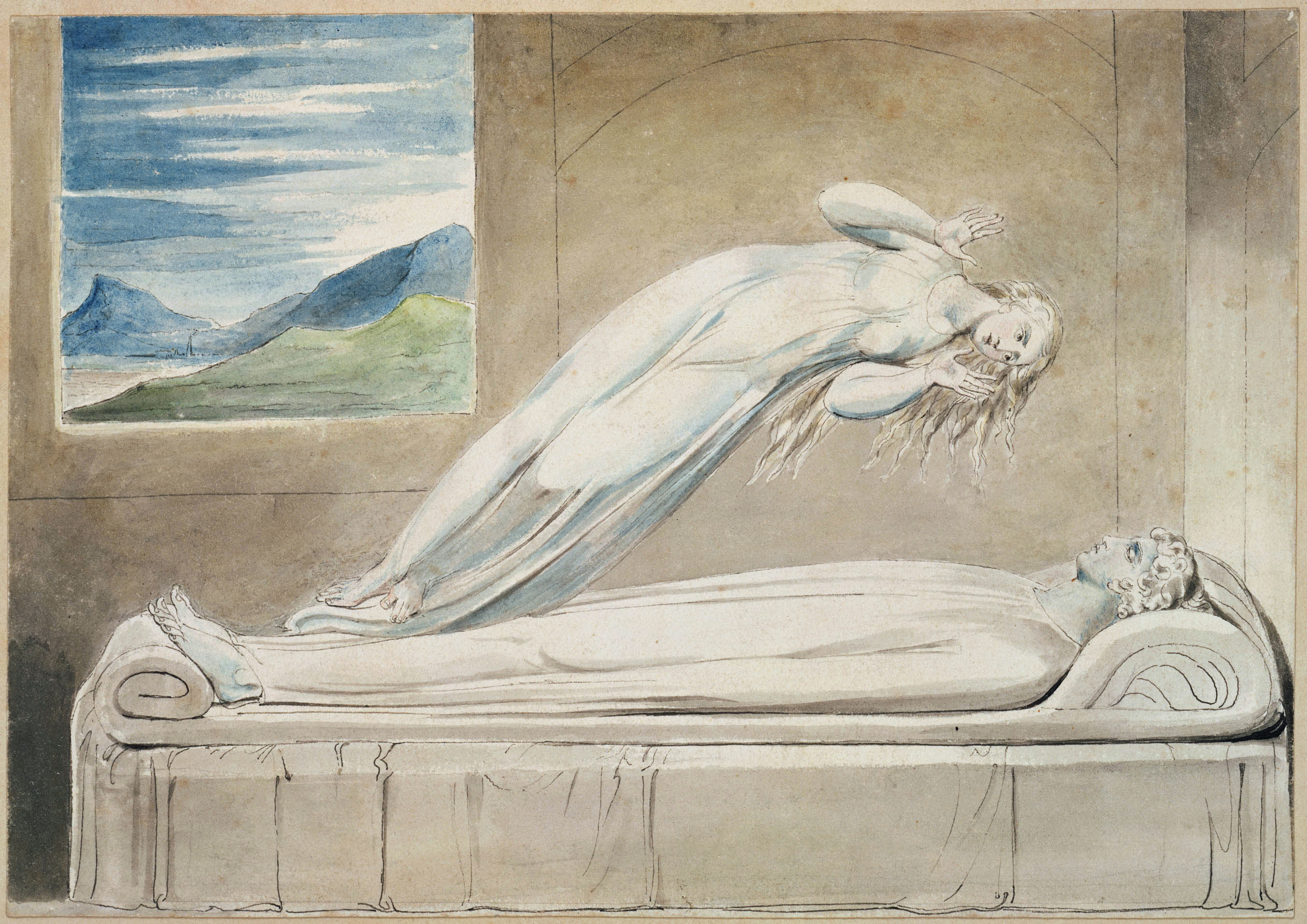
Duše vznášející se nad tělem
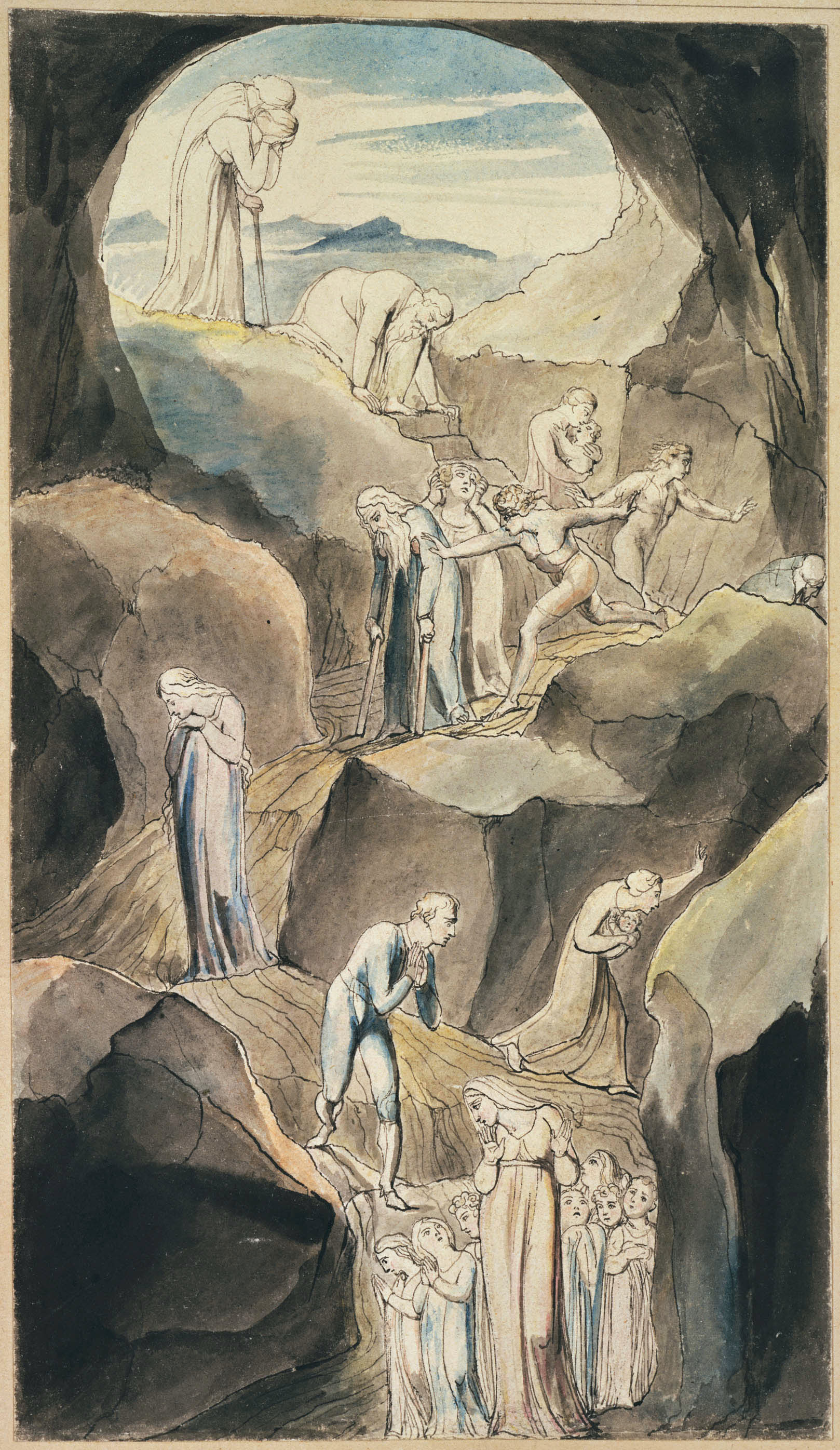
Sestup člověka do Údolí smrti
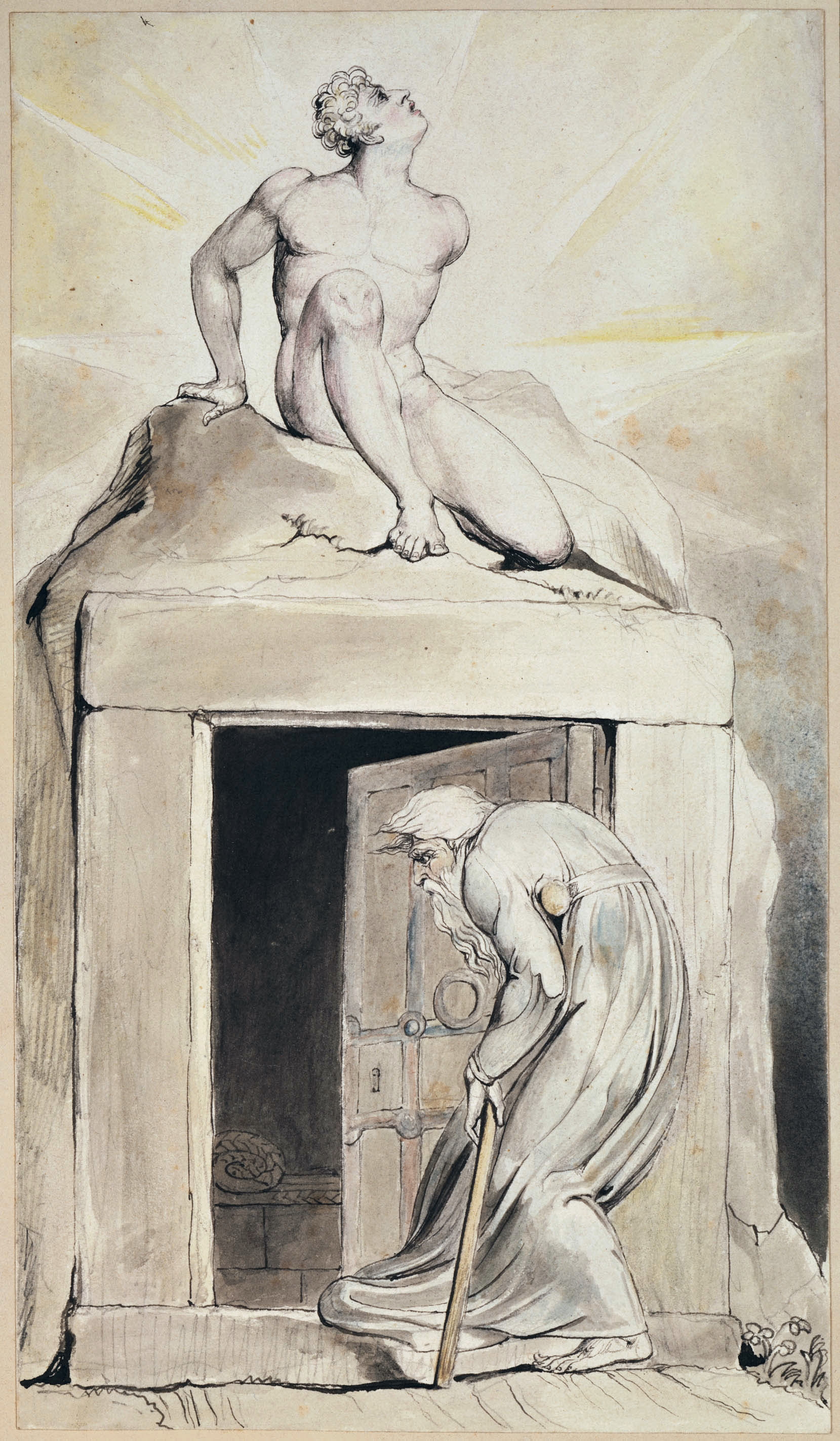
Brána smrti